# Holostephanus ictaluri
Holostephanus ictaluri är en plattmaskart. Holostephanus ictaluri ingår i släktet Holostephanus och familjen Cyathocotylidae. Inga underarter finns listade i Catalogue of Life.